# Gottfried von Arnsberg
Gottfried von Arnsberg (* um 1285; † 1363) war von 1321 bis 1349 Bischof von Osnabrück und von 1348 bis 1359 Erzbischof von Bremen.

## Leben und Wirken
Gottfried war ein jüngerer Sohn des Grafen Ludwig von Arnsberg und Pironette von Jülich, einer Tochter von Graf Wilhelm IV. Er war zunächst Domherr in Münster. Erstmals genannt wird er in dieser Funktion 1311. Ein Jahr später war er bereits Domscholastiker und 1315 Dompropst.
Von 1321 bis 1349 war er Bischof in Osnabrück. Zu Beginn seiner Amtszeit beanspruchte das Domkapitel erstmals das Recht auf Steuerbewilligung. In den 1340er Jahren wurde mit dem Aufbau der Ämterverfassung bei den Landesburgen begonnen. 1349 gab er diese Position auf, da er, von Papst Clemens VI. unterstützt, von der Familie der Grafen von Hoya zum Nachfolger des verstorbenen Bremer Erzbischofs Otto I. (aus dem Hause Oldenburg) nominiert worden war. Allerdings wählten die Domherren Moritz Graf von Oldenburg zum Erzbischof. Die Bremer Bürgerschaft schwankte während der Bremer Erzbischofsfehde verschiedentlich zwischen beiden Lagern hin und her. Gottfried konnte 1350 in Bremen einziehen, worauf er der Stadt ihre hergebrachten Rechte zusicherte.
Währenddessen musste Moritz die Stadt verlassen. Kurze Zeit später kehrte dieser mit Truppen zurück und besetzte Bremen. Gottfried behielt den Titel des Erzbischofs, aber Moritz hatte als Koadjutor die tatsächliche Kontrolle über das Erzbistum inne. 
Der Konflikt zwischen beiden Parteien brach 1358 in der Hoyaer Fehde erneut aus. Dabei unterstützte die Stadt nunmehr Moritz von Oldenburg. Am 20. Juli 1358 erlitt diese Seite die entscheidende Niederlage. Danach war Gottfried kurze Zeit unbestrittener Erzbischof, ehe er 1359 das Amt niederlegte. Er zog möglicherweise auf die Burg des Grafen Hoya. Begraben ist er im St.-Georgs-Kloster in Stade.